# Tjulträsken

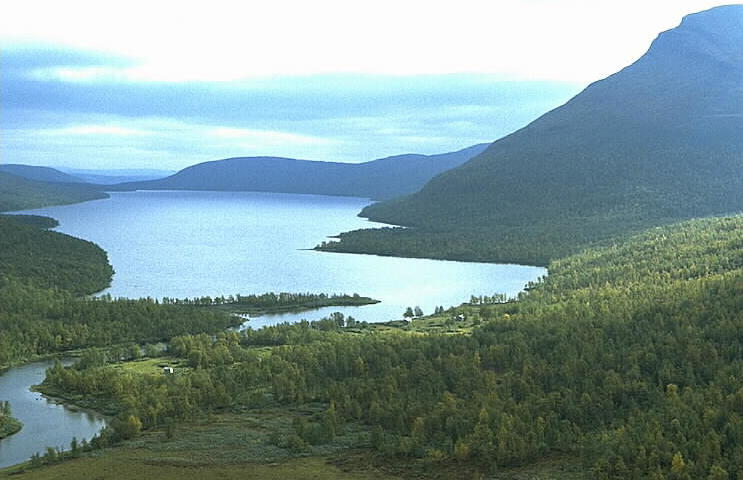
Flygfoto över Stor-Tjulträsket från 1995.

Stor-Tjulträsket (umesamiska: Stuora Givnjuo) och Lill-Tjulträsket är två näraliggande sjöar i Tjulåns övre lopp, förbundna med en kilometerlång strömsträcka.
Lill-Tjulträsket och östra delen av Stor-Tjulträsket är av riksintresse för kulturmiljövården. Orsaken är den speciella bebyggelsen vid sjöarna, bestående av fjällägenheter upptagna under slutet av 1800-talet och början av 1900-talet. På sydsidan av Stor-Tjulträsket, vid Dårraudden, fanns en nomadskola där undervisning bedrevs i kåta under 1930- och 1940-talen.
Nybyggarna vid Tjulträsken var samer och gårdarna (Dårraudden, Matsokudden, Nil-Jonases, Nuolpen, Nygård och Rödingbäck) anlades ofta på ägarnas egna vistesplatser. Jordbruket drevs i kombination med renskötsel.